# جلد کتاب
جلد یا رُویه، نگهدارنده و محافظ کتاب، کتابچه، ژورنال (مجله)، دفتر، کاتالوگ، صفحه موسیقی یا هر چیز دیگر در برابر آسیب‌های فیزیکی بیرون است. در واقع، «طراحی جلد نشریات را می‌توان نوعی طراحیِ بسته‌بندی به حساب آورد؛ زیرا جزئیات فنی طراحی جلد شباهت نزدیکی با طراحی بسته‌بندی دارد، چرا که در طراحی جلد هم باید به سطوح و وجوه مختلف جلد فکر کرد و طراحی مناسب هنری/فنی را انجام داد، و دقایق و ریزه کاری‌های حرفه نشر را در کار ملحوظ داشت. طراحی جلد نیز مانند هر کوشش پویایی، انواع گوناگون دارد که معروف‌ترین آن طراحی جلد کتاب است، زیرا کیفیت کار طراحی جلد کتاب و تقسیمات و سطوح آن، کامل‌ترین در میان انواع جلدهای نشریات است».

## اهمیت طراحی جلد
این قسمت با محوریت بحث دربارهٔ اهمیت طراحی جلد کتاب پی گرفته می‌شود، چرا که انواع جلدهای دیگر نیز هرکدام وجهی و بخشی از خصوصیات جلد کتاب را دارند. «در حقیقت جلد کتاب، لباس کتاب است و این لباس باید متناسب باشد. حتی اگر کتاب ترجمه است و خودش دارای یک لباس فرنگی است اما طبعاً وقتی وارد فرهنگ ما می‌شود باید لباس خاص خودش را داشته باشد؛ این لباس باید اطلاعاتی از محتوای کتاب ارائه بدهد. چیز دیگری که در صنعت نشر مهم است، جذب خریدار کتاب است که با جذابیت جلد کتاب، طبعاً فروش کتاب بالا رفته و موجب افزایش تیراژ کتاب می‌شود. جلد باید به خواننده، اطلاعاتی در مورد کتاب بدهد و او را ترغیب کند که کتاب را بخرد». بنابراین، جلد علاوه بر آنکه یک محافظ است؛ در ترغیب مخاطب برای خرید و خواندن و در کل استقبال از محصول مورد نظر، سهم مهمی دارد زیرا جلد، ماهیت کلی آن محصول را نشان می‌دهد.

## گونه‌های جنس جلد
«اکنون در ایران، دو وضعیت کلی برای جنس جلد کتاب وجود دارد: اگر جنس جلد کتاب از انواع مقواهای نازک مانند مقوای گلاسه باشد، اصطلاحاً به آن، جلد شومیز می‌گویند. وضعیت دیگر، کتابهایی هستند که جلد آنها مقوای سخت و ضخیمی است که پوششی خاص به نام گالینگور دارد و جلد این کتابها را در اصطلاح، زرکوب یا گالینگور می‌گویند. حالت سومی هم به ندرت در جلد کتابها دیده می‌شود که از همان مقوای سخت در ساختن جلد استفاده شده‌است ولی به جای پوشش گالینگور، کاغذ گلاسه ای که طرحی روی آن چاپ شده به کار رفته‌است و روی این کاغذ، پوششی از سلوفان قرار دارد. به این نوع جلد اصطلاحاً، پوشش سخت یا سلوفان می‌گویند». بایستی توجه داشت که در گذشته، ساخت و طراحی جلد از تنوع قابل ملاحظه مواد و ابزار برخوردار بوده‌است؛ نظیر چوب، چرم که از پوست انواع حیوانات تهیه می‌شد مثل تیماج (پوست بز)، می‌شوند (پوست گوسفند)، ساغَر (پوست اسب، استر، الاغ)، خُرُم (پوست گوساله)... ، پارچه مثل زری، قلمکار، ترمه، مخمل... ، کاغذ و مقوای دست‌ساز، جلد لاکی و غیره. البته در دوران معاصر نیز رجعتی دوباره به سوی استفاده از مواد طبیعی دیده می‌شود.

## رابطه جلد و صحافی
واژه جلد لزوماً به معنای صحافی نیست، گرچه «صحافی که گاه به آن تجلید هم گفته شده‌است، غالباً به معنای به هم پیوستن و قرارگرفتن برگهای چاپ شده در پوششی محافظ است؛ اما در واقع صحافی در معنای گسترده واژه، تنها به جلد کردن محدود نمی‌شود. برخی آثار چاپی نه جلد دارد و نه به آن احتیاج دارد؛ برای مثال، بعضی از آثار چاپی فقط به تا خوردن و مرتب شدن و احیاناً برش نیاز دارد… به عبارت دیگر، می‌توان آثاری را که به مرحله صحافی وارد می‌شود به دو دستهٔ اصلی تقسیم کرد: ۱) آثاری که به پوشش بیرونی نیاز دارد، مانند کتاب؛ ۲) آثاری که به پوشش بیرونی نیاز ندارد، مانند روزنامه، بعضی مجلات و جزوه‌ها». بنابراین، صحافی به عمل تا زدن و اتصال برگهای کتاب، مجله و غیره به یکدیگر و قراردادن آن‌ها در پوششی محافظ به نام جلد، گفته می‌شود.

## اندازه‌های جلد کتاب
| قطع کتاب           | اندازه بعد از برش به سانتی‌متر |
| ------------------ | ----------------------------- |
| سلطانی             | ۴۹×۳۴                         |
| رحلی بزرگ (مدیران) | ۳۳×۲۴                         |
| رحلی کوچک          | ۲۸/۵×۲۱                       |
| خشتی (۱)           | ۲۲×۲۲                         |
| خشتی (۲)           | ۱۹/۵×۱۹/۵                     |
| ۲۴×۱۶/۸            |                               |
| رقعی               | ۲۱/۵×۱۴/۵                     |
| دانشگاهی بزرگ      | ۲۵/۵×۱۹                       |
| دانشگاهی           | ۲۳×۱۵/۵                       |
| جیبی               | ۱۶×۱۱                         |
| پالتویی            | ۲۰×۱۲                         |

غیر از این اندازه‌ها، قطع دیگری که به بیاضی معروف است نیز وجود دارد که در اصطلاح به کتابهایی گفته می‌شود که از طرفِ ضلع کوچکتر کتاب صحافی می‌شوند و شیرازه صفحات در ضلع کوچک قرار می‌گیرد؛ در این صورت، شکل ظاهری کتاب به صورت افقی خواهد بود.